# Edivaldo
Edivaldo Martins da Fonseca, detto Edivaldo (Volta Redonda, 13 aprile 1962 – Boituva, 13 gennaio 1993), è stato un calciatore brasiliano, di ruolo attaccante.

## Carriera

### Club
Ha giocato come attaccante per quattro stagioni nell'Atletico Mineiro e per tre nel San Paolo, prima di un'esperienza annuale ai messicani del Puebla. In seguito è tornato in patria con il Palmeiras e poi ha tentato una breve avventura ai giapponesi del Gamba Osaka. Nel 1993 era tornato da poco al Taquaritinga, quando il 13 gennaio perse la vita in un incidente stradale.

### Nazionale
Con la Nazionale di calcio del Brasile ha fatto parte della spedizione ai Mondiali di Messico '86. In totale ha disputato 3 partite nella Seleção.

## Palmarès

### Club

#### Competizioni statali
- Campionato Mineiro: 2

Atlético Mineiro: 1982, 1985, 1986
- Taça Minas Gerais: 2

Atlético Mineiro: 1986, 1987
- Campionato paulista: 2

San Paolo: 1987, 1989

#### Competizioni nazionali
- Campionato messicano: 1

Puebla: 1989-1990
- Coppa del Messico: 1

Puebla: 1990